# Канниякумари
Канниякума́ри (Каньякума́ри; там. கன்னியாகுமரி, малаял. കന്യാകുമാരി) — город в индийском штате Тамилнад, расположенный в самой южной точке полуострова Индостан, на мысе Коморин. Близлежащими городами являются Нагеркоил, административный центр округа Канниякумари (22 км), и столица штата Керала Тривандрам (85 км). Канниякумари — это одно из самых популярных туристических мест Южной Индии. Ежегодно город посещают около 2 млн туристов.

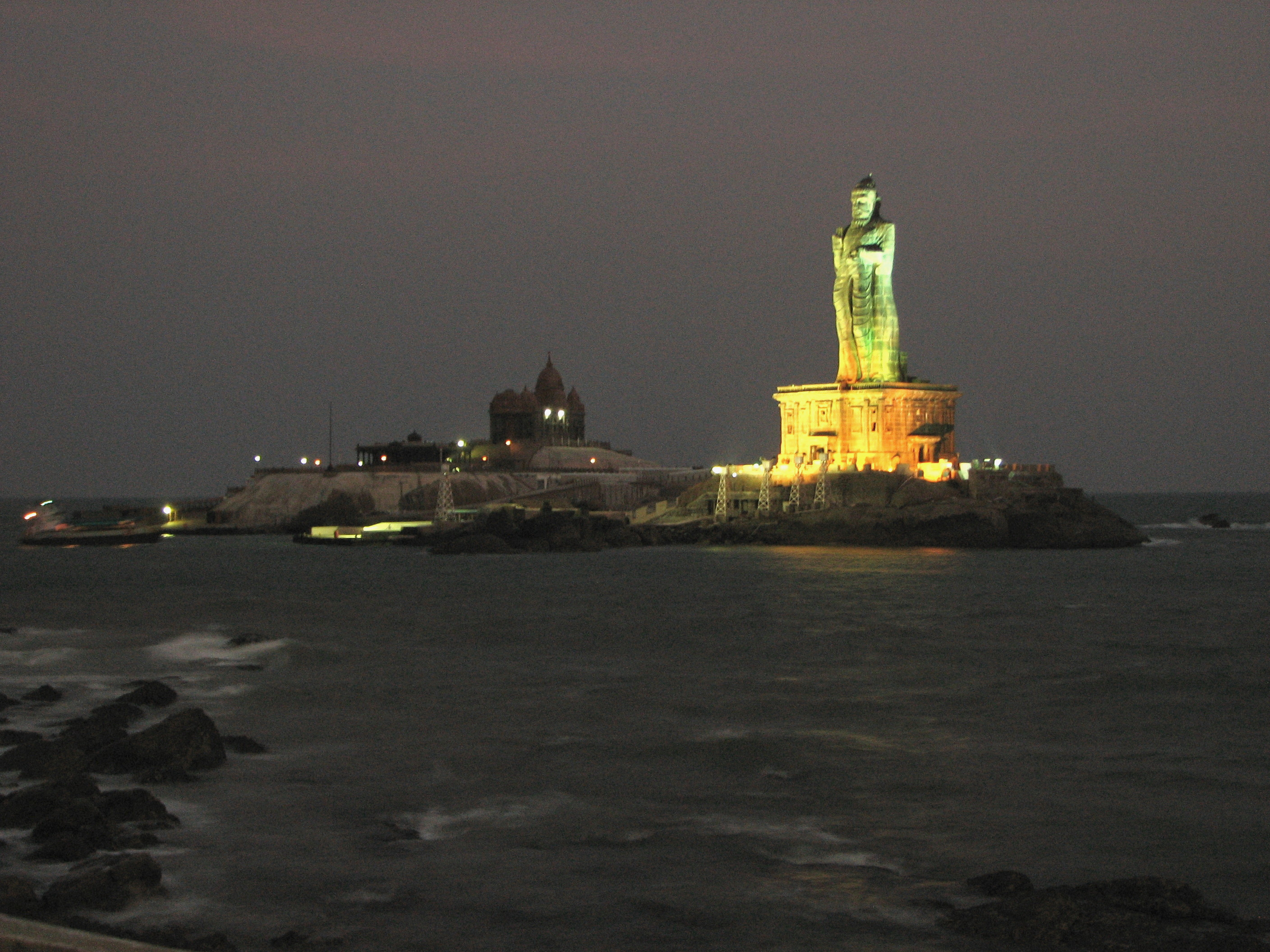
Канниякумари. Статуя Тируваллувар ночью

## Достопримечательности
- Храм Бхагавати Амман
- Мемориал Махатмы Ганди
- Мемориал Вивекананды
- Церковь Нашей Девы Рансом
- Статуя Тируваллувара